# ZooTV Tour
ZooTV Tour fu il 12º tour del gruppo musicale irlandese U2 in promozione degli album Achtung Baby e Zooropa.
È stato il più lungo della storia del gruppo insieme al Boy Tour, e si è svolto in un arco temporale di 21 mesi tra la fine del febbraio 1992 e il dicembre 1993, con 157 rappresentazioni complessive, e per un'affluenza globale di circa 5,7 milioni di spettatori paganti. È stato il tour degli U2 con più date programmate in Italia, visitata dieci volte.
La rivista Q lo ha descritto come "il rock tour più spettacolare della storia". Dal concerto di Sydney del 27 novembre 1993 è stato tratto il DVD e doppio CD Zoo TV: Live from Sydney.

## Palco
Come di consueto a partire dal 1982, il palco è stato progettato da Willie Williams in collaborazione con Mark Fisher e Jonathan Park. La parte principale del palco era larga circa 75 metri e alta quasi 25. Un B-stage più piccolo era invece situato tra il pubblico e collegato al palco principale da una passerella lunga circa 45 metri.
Il palco principale era composto da 4 megaschermi, 36 monitor e 11 Trabant sospese in alto che contribuivano all'illuminazione. Gli U2 dunque si sono discostati dalla semplicità che fino a quel momento aveva caratterizzato le loro esibizioni dal vivo.

## Scaletta

### Prima e seconda parte (1992)
Gli U2 aprirono ogni concerto indoor in Nord America ed Europa (febbraio-giugno 1992) suonando otto canzoni tratte dal loro ultimo album, Achtung Baby: Zoo Station, The Fly, Even Better Than The Real Thing, Mysterious Ways, One, Until The End Of The World, Who's Gonna Ride Your Wild Horses e Tryin' To Throw Your Arms Around The World.
Lo spettacolo proseguiva con un breve segmento acustico composto da Angel Of Harlem (seguita a volte da una cover di Dancing Queen degli ABBA), When Love Comes To Town e la cover di Satellite Of Love di Lou Reed.
Il set principale si concludeva con i classici del repertorio degli U2 come Bad, Bullet The Blue Sky, Running To Stand Still, Where The Streets Have No Name, Pride (In The Name Of Love) e I Still Haven't Found What I'm Looking For, alcune volte seguita da una cover di Stand By Me.
Gli encores erano solitamente composti da Desire, Ultraviolet (Light My Way), With Or Without You e Love Is Blindness.

### Terza, quarta e quinta parte (1992-1993)
Durante i concerti outdoor in Nord America (agosto-novembre 1992), le principali novità furono l'ingresso in scaletta di New Year's Day, Sunday Bloody Sunday e la cover di Can't Help Falling In Love di Elvis Presley.
Nel luglio del 1993 gli U2 pubblicarono Zooropa, e alcuni suoi pezzi debuttarono durante il Zooropa Tour (maggio-agosto 1993). Numb, Stay (Faraway, So Close!), Dirty Day, Daddy's Gonna Pay For Your Crashed Car e Lemon divennero parte fissa della scaletta a partire dall'ultima tranche del tour organizzata tra Australia, Nuova Zelanda e Giappone (novembre-dicembre 1993).
Di seguito le scalette del primo concerto a Lakeland, 29 febbraio 1992, e dell'ultimo a Tokyo, 10 dicembre 1993.

#### Lakeland
1. Zoo Station
2. The Fly
3. Even Better Than The Real Thing
4. Mysterious Ways
5. One
6. Until The End Of The World
7. Who's Gonna Ride Your Wild Horses
8. Tryin' To Throw Your Arms Around The World
9. Angel Of Harlem
10. Satellite Of Love
11. Bad
12. Bullet The Blue Sky
13. Running To Stand Still
14. Where The Streets Have No Name
15. Pride (In The Name Of Love)
16. I Still Haven't Found What I'm Looking For
17. Desire
18. Ultraviolet (Light My Way)
19. With Or Without You
20. Love Is Blindness

#### Tokyo
1. Zoo Station
2. The Fly
3. Even Better Than The Real Thing
4. Mysterious Ways
5. One
6. Until The End Of The World
7. New Year's Day
8. Numb
9. Tryin' To Throw Your Arms Around The World
10. Angel Of Harlem
11. Stay (Faraway, So Close!)
12. Satellite Of Love
13. Dirty Day
14. Bullet The Blue Sky
15. Running To Stand Still
16. Where The Streets Have No Name
17. Pride (In The Name Of Love)
18. Daddy's Gonna Pay For Your Crashed Car
19. Lemon
20. With Or Without You
21. Love Is Blindness
22. Can't Help Falling In Love

### Canzoni suonate
| Boy (1980)                    | I Will Follow (10) |
| October (1981)                | - |
| War (1983)                    | New Year's Day (98) - Sunday Bloody Sunday (39) |
| The Unforgettable Fire (1984) | Pride (In the Name of Love) (156) - Bad (104) |
| The Joshua Tree (1987)        | Bullet the Blue Sky (156) - Running to Stand Still (156) - Where the Streets Have No Name (156) - With or Without You (152) - I Still Haven't Found What I'm Looking For (105) |
| Rattle and Hum (1988)         | Angel of Harlem (150) - Desire (139) - When Love Comes to Town (79) - All I Want Is You (15) - Van Diemen's Land (4) |
| Achtung Baby (1991)           | Zoo Station (156) - Even Better Than the Real Thing (156) - Mysterious Ways (156) - One (156) - The Fly (156) - Until The End Of The World (156) - Love Is Blindness (153) - Tryin' To Throw Your Arms Around The World (136) - Ultra Violet (Light My Way) (110) - Who's Gonna Ride Your Wild Horses (62) - So Cruel (3)                                                                                         |
| Zooropa (1993)                | Numb (32) - Stay (Faraway, So Close!) (23) - Daddy's Gonna Pay For Your Crashed Car (10) - Dirty Day (10) - Lemon (10) - Babyface (5) - Zooropa (3) |
| B-side                        | Slow Dancing (6) - Party Girl (4) - Spanish Eyes (1) |
| Cover                         | Satellite of Love (145) - Can't Help Falling in Love (86) - Stand by Me (46) - Dancing Queen (31) - Dirty Old Town (30) - Wild Rover (17) - Redemption Song (16) - Whiskey In The Jar (9) - Knockin' on Heaven's Door (2) - New York, New York (2) - Are You Lonesome Tonight (1) - She's A Mystery To Me (1) - Dear Prudence (1) - La Bamba (1) - Lost Highway (1) - Suspicious Minds (1) - We Will Rock You (1) |

## Date del tour
| Prima parte                          |                      |               |                                           |
| Nord America                         |                      |               |                                           |
| 29 febbraio 1992                     | Lakeland             | Stati Uniti   | Lakeland Arena                            |
| 1º marzo 1992                        | Miami                | Stati Uniti   | Miami Arena                               |
| 3 marzo 1992                         | Charlotte            | Stati Uniti   | Charlotte Coliseum                        |
| 5 marzo 1992                         | Atlanta              | Stati Uniti   | The Omni                                  |
| 7 marzo 1992                         | Hampton              | Stati Uniti   | Hampton Coliseum                          |
| 9 marzo 1992                         | Uniondale            | Stati Uniti   | Nassau Coliseum                           |
| 10 marzo 1992                        | Filadelfia           | Stati Uniti   | The Spectrum                              |
| 12 marzo 1992                        | Hartford             | Stati Uniti   | Hartford Civic Center                     |
| 13 marzo 1992                        | Worcester            | Stati Uniti   | The Centrum                               |
| 15 marzo 1992                        | Providence           | Stati Uniti   | Providence Civic Center                   |
| 17 marzo 1992                        | Boston               | Stati Uniti   | Boston Garden                             |
| 18 marzo 1992                        | East Rutherford      | Stati Uniti   | Brendan Byrne Arena                       |
| 20 marzo 1992                        | New York             | Stati Uniti   | Madison Square Garden                     |
| 21 marzo 1992                        | Albany               | Stati Uniti   | Knickerbocker Arena                       |
| 23 marzo 1992                        | Montréal             | Canada        | Forum de Montréal                         |
| 24 marzo 1992                        | Toronto              | Canada        | Maple Leaf Gardens                        |
| 26 marzo 1992                        | Richfield            | Stati Uniti   | Richfield Coliseum                        |
| 27 marzo 1992                        | Detroit              | Stati Uniti   | The Palace                                |
| 30 marzo 1992                        | Minneapolis          | Stati Uniti   | Target Center                             |
| 31 marzo 1992                        | Chicago              | Stati Uniti   | Rosemont Horizon                          |
| 5 aprile 1992                        | Dallas               | Stati Uniti   | Reunion Arena                             |
| 6 aprile 1992                        | Houston              | Stati Uniti   | Compaq Center                             |
| 7 aprile 1992                        | Austin               | Stati Uniti   | Frank Erwin Center                        |
| 10 aprile 1992                       | Tempe                | Stati Uniti   | ASU Activity Center                       |
| 12 aprile 1992                       | Los Angeles          | Stati Uniti   | L.A. Memorial Sports Arena                |
| 13 aprile 1992                       | Los Angeles          | Stati Uniti   | L.A. Memorial Sports Arena                |
| 15 aprile 1992                       | San Diego            | Stati Uniti   | San Diego Sports Arena                    |
| 17 aprile 1992                       | Sacramento           | Stati Uniti   | ARCO Arena                                |
| 18 aprile 1992                       | Oakland              | Stati Uniti   | Oakland Coliseum Arena                    |
| 20 aprile 1992                       | Tacoma               | Stati Uniti   | Tacoma Dome                               |
| 21 aprile 1992                       | Tacoma               | Stati Uniti   | Tacoma Dome                               |
| 23 aprile 1992                       | Vancouver            | Canada        | P.N.E. Coliseum                           |
| Seconda parte                        |                      |               |                                           |
| Europa                               |                      |               |                                           |
| 7 maggio 1992                        | Parigi               | Francia       | Palazzo dello sport di Bercy              |
| 9 maggio 1992                        | Gand                 | Belgio        | Flanders Expo Hall                        |
| 11 maggio 1992                       | Lione                | Francia       | Espace Tony Garnier                       |
| 12 maggio 1992                       | Losanna              | Svizzera      | Patinoire de Malley                       |
| 14 maggio 1992                       | San Sebastián        | Spagna        | Velodrome Anoeta                          |
| 16 maggio 1992                       | Barcellona           | Spagna        | Palau Sant Jordi                          |
| 18 maggio 1992                       | Barcellona           | Spagna        | Palau Sant Jordi                          |
| 21 maggio 1992                       | Milano               | Italia        | Forum di Assago                           |
| 22 maggio 1992                       | Milano               | Italia        | Forum di Assago                           |
| 24 maggio 1992                       | Vienna               | Austria       | Donauinsel                                |
| 25 maggio 1992                       | Monaco di Baviera    | Germania      | Olympiahalle                              |
| 27 maggio 1992                       | Zurigo               | Svizzera      | Hallenstadion                             |
| 29 maggio 1992                       | Francoforte sul Meno | Germania      | Festhalle                                 |
| 31 maggio 1992                       | Londra               | Regno Unito   | Earl's Court Arena                        |
| 1º giugno 1992                       | Birmingham           | Regno Unito   | NEC Arena                                 |
| 4 giugno 1992                        | Dortmund             | Germania      | Westfalenhalle                            |
| 5 giugno 1992                        | Dortmund             | Germania      | Westfalenhalle                            |
| 8 giugno 1992                        | Göteborg             | Svezia        | Scandinavium                              |
| 10 giugno 1992                       | Stoccolma            | Svezia        | Globen                                    |
| 11 giugno 1992                       | Stoccolma            | Svezia        | Globen                                    |
| 13 giugno 1992                       | Kiel                 | Germania      | Ostseehalle                               |
| 15 giugno 1992                       | Rotterdam            | Paesi Bassi   | Sportpaleis van Ahoy                      |
| 17 giugno 1992                       | Sheffield            | Regno Unito   | Indoor Sports Arena                       |
| 18 giugno 1992                       | Glasgow              | Regno Unito   | Scottish Exhibition and Conference Centre |
| 19 giugno 1992                       | Manchester           | Regno Unito   | G-MEX Centre                              |
| Terza parte                          |                      |               |                                           |
| Outside Broadcast Tour               |                      |               |                                           |
| 7 agosto 1992                        | Hershey              | Stati Uniti   | Hershey Park Stadium                      |
| 12 agosto 1992                       | East Rutherford      | Stati Uniti   | Giants Stadium                            |
| 13 agosto 1992                       | East Rutherford      | Stati Uniti   | Giants Stadium                            |
| 15 agosto 1992                       | Washington           | Stati Uniti   | RFK Stadium                               |
| 16 agosto 1992                       | Washington           | Stati Uniti   | RFK Stadium                               |
| 18 agosto 1992                       | Saratoga Springs     | Stati Uniti   | Saratoga Raceway                          |
| 20 agosto 1992                       | Boston               | Stati Uniti   | Foxboro                                   |
| 22 agosto 1992                       | Boston               | Stati Uniti   | Foxboro                                   |
| 23 agosto 1992                       | Boston               | Stati Uniti   | Foxboro                                   |
| 25 agosto 1992                       | Pittsburgh           | Stati Uniti   | Three Rivers Stadium                      |
| 27 agosto 1992                       | Montréal             | Canada        | Stadio Olimpico                           |
| 29 agosto 1992                       | New York             | Stati Uniti   | Yankee Stadium                            |
| 30 agosto 1992                       | New York             | Stati Uniti   | Yankee Stadium                            |
| 2 settembre 1992                     | Filadelfia           | Stati Uniti   | Veterans Stadium                          |
| 3 settembre 1992                     | Filadelfia           | Stati Uniti   | Veterans Stadium                          |
| 5 settembre 1992                     | Toronto              | Canada        | Canadian National Exhibition Stadium      |
| 6 settembre 1992                     | Toronto              | Canada        | Canadian National Exhibition Stadium      |
| 9 settembre 1992                     | Pontiac              | Stati Uniti   | Pontiac Silverdome                        |
| 11 settembre 1992                    | Ames                 | Stati Uniti   | Cyclone Stadium                           |
| 13 settembre 1992                    | Madison              | Stati Uniti   | Camp Randall Stadium                      |
| 15 settembre 1992                    | Chicago              | Stati Uniti   | World Music Ampitheater                   |
| 16 settembre 1992                    | Chicago              | Stati Uniti   | World Music Ampitheater                   |
| 18 settembre 1992                    | Chicago              | Stati Uniti   | World Music Ampitheater                   |
| 20 settembre 1992                    | Saint Louis          | Stati Uniti   | Busch Memorial Stadium                    |
| 23 settembre 1992                    | Columbia             | Stati Uniti   | Williams - Brice Stadium                  |
| 25 settembre 1992                    | Atlanta              | Stati Uniti   | Georgia Dome                              |
| 3 ottobre 1992                       | Miami                | Stati Uniti   | Joe Robbie Stadium                        |
| 7 ottobre 1992                       | Birmingham           | Stati Uniti   | Legion Field                              |
| 10 ottobre 1992                      | Tampa                | Stati Uniti   | Tampa Stadium                             |
| 14 ottobre 1992                      | Houston              | Stati Uniti   | Astrodome                                 |
| 16 ottobre 1992                      | Irving               | Stati Uniti   | Texas Stadium                             |
| 18 ottobre 1992                      | Kansas City          | Stati Uniti   | Arrowhead Stadium                         |
| 21 ottobre 1992                      | Denver               | Stati Uniti   | Mile High Stadium                         |
| 24 ottobre 1992                      | Tempe                | Stati Uniti   | Sun Devil Stadium                         |
| 27 ottobre 1992                      | El Paso              | Stati Uniti   | Texas Sun Bowl                            |
| 30 ottobre 1992                      | Los Angeles          | Stati Uniti   | Dodger Stadium                            |
| 31 ottobre 1992                      | Los Angeles          | Stati Uniti   | Dodger Stadium                            |
| 3 novembre 1992                      | Vancouver            | Canada        | B.C. Place Stadium                        |
| 4 novembre 1992                      | Vancouver            | Canada        | B.C. Place Stadium                        |
| 7 novembre 1992                      | Oakland              | Stati Uniti   | Oakland-Alameda County Coliseum           |
| 10 novembre 1992                     | San Diego            | Stati Uniti   | Jack Murphy Stadium                       |
| 12 novembre 1992                     | Las Vegas            | Stati Uniti   | Sam Boyd Stadium                          |
| 14 novembre 1992                     | Anaheim              | Stati Uniti   | Anaheim Stadium                           |
| 21 novembre 1992                     | Città del Messico    | Messico       | Palacio de los Deportes                   |
| 22 novembre 1992                     | Città del Messico    | Messico       | Palacio de los Deportes                   |
| 24 novembre 1992                     | Città del Messico    | Messico       | Palacio de los Deportes                   |
| 25 novembre 1992                     | Città del Messico    | Messico       | Palacio de los Deportes                   |
| Quarta parte                         |                      |               |                                           |
| Zooropa Tour                         |                      |               |                                           |
| 9 maggio 1993                        | Rotterdam            | Paesi Bassi   | Feijenoord Stadion                        |
| 10 maggio 1993                       | Rotterdam            | Paesi Bassi   | Feijenoord Stadion                        |
| 11 maggio 1993                       | Rotterdam            | Paesi Bassi   | Feijenoord Stadion                        |
| 15 maggio 1993                       | Lisbona              | Portogallo    | Estadio Jose Alvalade                     |
| 19 maggio 1993                       | Oviedo               | Spagna        | Stadio Carlos Tartiere                    |
| 22 maggio 1993                       | Madrid               | Spagna        | Stadio Calderón                           |
| 26 maggio 1993                       | Nantes               | Francia       | Stadio della Beaujoire                    |
| 29 maggio 1993                       | Rotselaar            | Belgio        | Festival Grounds                          |
| 2 giugno 1993                        | Francoforte sul Meno | Germania      | Waldstadion                               |
| 4 giugno 1993                        | Monaco di Baviera    | Germania      | Olympiastadion                            |
| 6 giugno 1993                        | Stoccarda            | Germania      | Cannstatter Wasen                         |
| 9 giugno 1993                        | Brema                | Germania      | Weserstadion                              |
| 12 giugno 1993                       | Colonia              | Germania      | Muengersdorfer Stadion                    |
| 15 giugno 1993                       | Berlino              | Germania      | Olympiastadion                            |
| 23 giugno 1993                       | Strasburgo           | Francia       | Stadio della Meinau                       |
| 26 giugno 1993                       | Parigi               | Francia       | The Hippodrome                            |
| 28 giugno 1993                       | Losanna              | Svizzera      | Stadio della Pontaise                     |
| 30 giugno 1993                       | Basilea              | Svizzera      | St. Jakob                                 |
| 2 luglio 1993                        | Verona               | Italia        | Stadio Bentegodi                          |
| 3 luglio 1993                        | Verona               | Italia        | Stadio Bentegodi                          |
| 6 luglio 1993                        | Roma                 | Italia        | Stadio Flaminio                           |
| 7 luglio 1993                        | Roma                 | Italia        | Stadio Flaminio                           |
| 9 luglio 1993                        | Napoli               | Italia        | Stadio San Paolo                          |
| 12 luglio 1993                       | Torino               | Italia        | Stadio delle Alpi                         |
| 14 luglio 1993                       | Marsiglia            | Francia       | Vélodrome                                 |
| 17 luglio 1993                       | Bologna              | Italia        | Stadio Renato Dall'Ara                    |
| 18 luglio 1993                       | Bologna              | Italia        | Stadio Renato Dall'Ara                    |
| 23 luglio 1993                       | Budapest             | Ungheria      | Népstadion                                |
| 27 luglio 1993                       | Copenaghen           | Danimarca     | Gentofte Stadion                          |
| 29 luglio 1993                       | Oslo                 | Norvegia      | Valle Hovin                               |
| 31 luglio 1993                       | Stoccolma            | Svezia        | Olympiastadion                            |
| 3 agosto 1993                        | Nimega               | Paesi Bassi   | Stadio di Goffert                         |
| 7 agosto 1993                        | Glasgow              | Regno Unito   | Celtic Park                               |
| 8 agosto 1993                        | Glasgow              | Regno Unito   | Celtic Park                               |
| 11 agosto 1993                       | Londra               | Regno Unito   | Stadio di Wembley                         |
| 12 agosto 1993                       | Londra               | Regno Unito   | Stadio di Wembley                         |
| 14 agosto 1993                       | Leeds                | Regno Unito   | Roundhay Park                             |
| 18 agosto 1993                       | Cardiff              | Regno Unito   | Arms Park                                 |
| 20 agosto 1993                       | Londra               | Regno Unito   | Stadio di Wembley                         |
| 21 agosto 1993                       | Londra               | Regno Unito   | Stadio di Wembley                         |
| 24 agosto 1993                       | Cork                 | Irlanda       | Páirc Uí Chaoimh                          |
| 27 agosto 1993                       | Dublino              | Irlanda       | R.D.S. Showgrounds                        |
| 28 agosto 1993                       | Dublino              | Irlanda       | R.D.S. Showgrounds                        |
| Quinta parte                         |                      |               |                                           |
| Zoomerang / Nuova Zelanda / Giappone |                      |               |                                           |
| 12 novembre 1993                     | Melbourne            | Australia     | MCG                                       |
| 13 novembre 1993                     | Melbourne            | Australia     | MCG                                       |
| 16 novembre 1993                     | Adelaide             | Australia     | Football Park                             |
| 20 novembre 1993                     | Brisbane             | Australia     | QLD Sport and Athletics Centre            |
| 26 novembre 1993                     | Sydney               | Australia     | Sydney Football Stadium                   |
| 27 novembre 1993                     | Sydney               | Australia     | Sydney Football Stadium                   |
| 1º dicembre 1993                     | Christchurch         | Nuova Zelanda | Lancaster Park                            |
| 4 dicembre 1993                      | Auckland             | Nuova Zelanda | Western Springs Stadium                   |
| 9 dicembre 1993                      | Tokyo                | Giappone      | Egg Dome                                  |
| 10 dicembre 1993                     | Tokyo                | Giappone      | Egg Dome                                  |

## Formazione

### U2
- Bono - voce (eccetto in Numb e Dirty Old Town), chitarra (The Fly, One, Unchained Melody, Angel of Harlem, Stay (Faraway, So Close!), When Love Comes to Town, With or Without You,  So Cruel, I Still Haven't Found What I'm Looking For e Dirty Day), armonica a bocca (Running to Stand Still e Desire)
- The Edge - chitarra, tastiere (New Year's Day e Mysterious Ways), cori, seconda voce (The Fly e When Love Comes to Town), voce (Numb e Stand by me)
- Adam Clayton - basso, cori (When Love Comes to Town)
- Larry Mullen Jr. - batteria, percussioni, cori (Numb e Daddy's Gonna Pay For Your Crashed Car), voce (Dirty Old Town)